# Marjun den stærke
Marjun den stærke (født ca. 1580 i Sumba, Færøerne), er en historisk person fra Færøerne, der bl.a. var kendt for sin styrke. Historien om hende og hendes sønner, Hargabrødrene, kendes fra bogen ”Færøske folkesagn og æventyr”, 1898 – 1901 efter Jakob Jakobsen. Historierne er således overleveret ved mundtlig overlevering, indtil de blev skrevet ned af filologer. Nogle historiske fakta kan man stadfæste ud fra historiske dokumenter, bl.a. at Marjuns bror, Símun Jenisson, fæstede gården efter sin far i 1592.

## Historien om Marjun den stærke
Marjun var datter af Jenis Símunarson fra Laðangarður i Sumba på Færøerne. Hun giftede sig mod sin faders vilje med Símun í Niðurhúsum, som senere overtag gården i Kálgarði. Faderen ville ikke give Marjun nogen medgift, men Marjun sagde, at hun ville have Símon til ægtemand og ville ikke bøje sig for faderens vilje; før skulle Beinisvørð styrte i havet. (Trappeformet fjeld ved Sumba, Færøernes næsthøjeste forbjerg). Faderen gav sig til sidst, og hun fik ”Hargabø” i medgift. 
I gamle dage var det en styrkeprøve at brække lårknoglen på et får. En gang kom der en lårknogle til Sumba; denne lårknogle  var så stor som en kalvs lårknogle og havde været rundt på hele Færøerne, uden at nogen havde formået at brække den. Marjuns fader kom ned til strandkanten, hvor kvinderne var i færd med at samle tang ,og han sagde til Marjun: ”Her er en lårknogle, som jeg har fundet; prøv, om du kan knække den”. Marjun sagde, at hun varr indsmurt i tang, men faderen bad hende prøve alligevel. Hun tog så lårknoglen og satte den ene ende af knoglen i siden og den anden på låret. Derefter knækkede hun den. – ”Å min Marjun, nu gjorde du alle færøske mænd til skamme”, sagde faderen. 
En gang, da Marjuns mand Símon var udenlands, havde Marjuns fader Jenis benyttet lejligheden til at slippe sine får ind på Símons marker. Marjun gik ud i marken og drev fårene tilbage, hvor de var kommet fra. Da mødte hun sin rasende fader, der sagde, at hvis ikke hun ikke havde været med barn, ville han have smidt hende ud over fjeldsiden. Hun bad ham bare prøve, faldt hun ud over kanten, skulle han med sikkerhed følge med. 
Marjun havde før sagt, at hun ikke ville vige for sin fader. Før skulle Beinisvørð styrte i havet. Da Marjun døde i barselsseng, og faderen fik dette at vide, bad han en af sine huskarle kigge ud, for at se, om Beinisvørð stadig stod. Større var savnet af datteren ikke.
Marjun var moder til de meget omtalte ”brødre fra Hørg”. (Hargabrødrene).